# Tuna Isler
Tuna Isler (* 4. September 1989 in Darmstadt) ist ein deutscher Basketballtrainer.

## Leben
Isler kam in Darmstadt zur Welt, er verbrachte seine Kindheit in Weiterstadt. Bei der SG Weiterstadt begann er seine Laufbahn als Basketballtrainer. 2013 ging er für ein Jahr in das Heimatland seiner Eltern, die Türkei, und gehörte zum Trainerstab von Galatasaray Istanbul. Diese Zeit habe auf sein Basketballwissen einen großen Einfluss gehabt, äußerte Isler später. Im Spieljahr 2014/15 war er Assistenztrainer der Uni-Riesen Leipzig in der 2. Bundesliga ProB, in der Sommerpause 2015 wurde er zum Leipziger Cheftrainer befördert. Neben seiner Tätigkeit als Trainer studierte er an der Universität Leipzig Sportwissenschaft mit dem Schwerpunkt Diagnostik und Intervention im Leistungssport. Isler verließ die Uni-Riesen nach der Beendigung des Spieljahres 2015/16.
In der Saison 2017/18 arbeitete Isler als Assistenztrainer von Simon Cote bei den White Wings Hanau in der 2. Bundesliga ProA, im Sommer 2018 wechselte er zu den Artland Dragons nach Quakenbrück und übernahm beim Zweitliga-Aufsteiger ebenfalls das Amt des Co-Trainers. Als sich die Artländer Ende November 2019 von Cheftrainer Florian Hartenstein trennten, wurde Isler dessen Nachfolger. Nach sechs Niederlagen in Folge wurde Isler Anfang Februar 2022 in Quakenbrück entlassen.